# Alesha Oreskovich
Alesha Marie Oreskovich (* 21. Mai 1972 in Tampa, Florida) ist ein US-amerikanisches Model. Als Miss Juni 1993 war sie vor allem in Playboy-Magazinen und -Videos zu sehen.
Am bekanntesten ist sie für ihr Auftreten in den Playboy-Special Editions. Während die meisten anderen Playboy-Models für das Magazin „nur“ drei oder weniger Jahre arbeiteten, posierte Alesha über nahezu ein Jahrzehnt regelmäßig in den Special Editions.
Oreskovich spielte auch eine Nebenrolle in der Serie Going to California. Außerdem warb sie für Mode und Schmuck.